# Rhizangiidae
Rhizangiidae (d'Orbigny, 1851) è una famiglia di madrepore della sottoclasse degli Esacoralli.. Questa famiglia viene talvolta erroneamente definita Astrangiidae Verrill, 1869.

## Descrizione
La famiglia Rhizangiidae è composta da coralli anermatipici con la sola eccezione della specie Astrangia poculata che può vivere in endosimbiosi con altri organismi se è disponibile luce sufficiente.
Le colonie sono incrostanti, di solito plocoidi, e si presentano in gruppi collegati da piccole radici. Le colonie sono costituite da coralliti sparsi che sono uniti da un cenosteo basale. I coralliti sono piccoli e tubolari, con pareti molto solide. Il germoglio in tutti i generi è extratentacolare o si genera dallo stolone.
La natura monofiletica della famiglia è dubbia. Alcuni studiosi includevano Polycyathus in questa famiglia, altri includevano sia Polycyathus che Paracyathus, mentre altri ancora consideravano entrambi questi generi come appartenenti alle Caryophylliidae. Recenti analisi molecolari collocano Policyathus e Paracyathus con gli Oculinidae, ma finora non sono stati sequenziati acidi nucleici di rizangiidi.
Tutte le specie vivono su substrati duri sulla piattaforma continentale (0–200 m), ma almeno un genere (Culicia) è noto fino a 238 m di profondità.
La maggior parte delle specie sono diffuse nell'Atlantico nord-occidentale, Bermuda e coste dell'Africa occidentale.

## Tassonomia
Secondo il World Register of Marine Species (WORMS), la famiglia è composta da 9 generi di cui 5 estinti:
- Arctangia Wells, 1937 †
- Astrangia Milne Edwards & Haime, 1848
- Cladangia Milne Edwards & Haime, 1851
- Culicia Dana, 1846
- Oulangia Milne Edwards & Haime, 1848
- Platyhelia Tenison-Woods, 1880 †
- Rhipidogyra Milne Edwards & Haime, 1848 †
- Rhizangia Milne Edwards & Haime, 1848 †
- Septastrea d'Orbigny, 1849 †